# Светско првенство у рукомету 2025.
Свјетско првенство у рукомету 2025. је 29. издање Свјетског првенства у рукомету, које ће се одржати од 14. јануар до 2. фебруара 2025. године у Хрватској, Данској и Норвешкој.
Репрезентација Данске је троструки узастопни бранилац титуле након победа на првенствима 2019, 2021 и 2023. године.

## Избор домаћина
За домаћинство свјетског првенства интерес је показало 5 земаља Хрватска, Данска и Норвешка у заједничкој кандидатури, Мађарска и Швајцарска.
На конгресу у Каиру одржаном. 28. фебруара 2020. године домаћинство је додељено заједничкој кандидатури Хрватске, Данске и Норвешке.

## Дворане
| Осло, Норвешка                  | Драмен, Норвешка                    | Трондхајм, Норвешка                 | Ставангер, Норвешка                   | Хернинг, Данска                          | Копенхаген, Данска            |
| ------------------------------- | ----------------------------------- | ----------------------------------- | ------------------------------------- | ---------------------------------------- | ----------------------------- |
| Теленор Арена Капацитет: 15.000 | Нова Арена Драмен Капацитет: 12.000 | Трондхајм Спектрум Капацитет: 8.960 | Ставангер Идретсхал Капацитет: 4.100  | Јиск Банк Боксен Капацитет: 12.500       | Ројал Арена Капацитет: 13.000 |
|                                 |                                     |                                     |                                       |                                          |                               |
| Загреб, Хрватска                | Сплит, Хрватска                     | Вараждин, Хрватска                  | Дубровник, Хрватска                   | Пореч, Хрватска                          |                               |
| Арена Загреб Капацитет: 15.200  | Спаладијум Арена Капацитет: 11.000  | Арена Вараждин Капацитет: 5.200     | Нова Арена Дубровник Капацитет: 5.200 | Спортска дворана Жатика Капацитет: 3.700 |                               |
|                                 |                                     |                                     |                                       |                                          |                               |

## Квалификације
| Такмичење                                           | Датум                             | Домаћин   | Број квалификованих | Квалификоване репрезентације                                                                                                 |
| --------------------------------------------------- | --------------------------------- | --------- | ------------------- | --- |
| Домаћин                                             | 28. фебруар 2020.                 | Каиро     | 3                   | Хрватска · Данска · Норвешка                                                                                                 |
| Светско првентсво 2023.                             | 29. јануар 2023.                  | ПОЉ/ ШВЕ  | 1                   | — |
| Европско првенство у рукомету 2024.                 | 28. јануар 2024.                  | НЕМ       | 2                   | Немачка · Француска · Шведска                                                                                                |
| Афричко првенство у рукомету 2024.                  | 27. јануар 2024.                  | Египат    | 5                   | Алжир · Египат · Зеленортска Острва · Гвинеја · Тунис                                                                        |
| Азијско првенство у рукомету 2024.                  | 25. јануар 2024.                  | Бахреин   | 4                   | Бахреин · Јапан · Катар · Кувајт                                                                                             |
| Првенство Јужне и Средње Америке у рукомету 2024.   | 20. јануар 2024.                  | Аргентина | 3                   | Бразил · Аргентина · Чиле |
| Првенство Северне Америке и Кариба у рукомету 2024. | 12. мај 2024                      | Мексико   | 1                   | Куба |
| Европске квалификације                              | 1. новембар 2023. – 12. мај 2024. | Разно     | 11                  | Аустрија · Чешка · Италија · Исланд · Мађарска · Северна Македонија · Пољска · Словенија · Португалија · Шпанија · Холандија |
| Океанија                                            |                                   |           | 0                   | |
| Позивница                                           | 18. октобар 2018                  | КАТ       | 1 или 1             | Сједињене Државе · Швајцарска                                                                                                |

## Квалификоване екипе
| Репрезентација     | Квалиф. као                            | Датум квалификације | Претходна учешћа на првенству |
| ------------------ | -------------------------------------- | ------------------- | --- |
| Хрватска           | Домаћин                                | 28. фебруар 2020.   | 15. (1995, 1997, 1999, 2001, 2003., 2005, 2007, 2009., 2011, 2013, 2015, 2017, 2019, 2021, 2023)                                                                              |
| Данска             | Домаћин                                | 28. фебруар 2020.   | 25 (1938, 1954, 1958, 1961, 1964, 1967, 1970, 1974, 1978., 1982, 1986, 1993, 1995, 1999, 2003, 2005, 2007, 2009, 2011, 2013, 2015, 2017, 2019., 2021., 2023.)                 |
| Норвешка           | Домаћин                                | 28. фебруар 2020.   | 17 (1958, 1961, 1964, 1967, 1970, 1993, 1997, 1999, 2001, 2005, 2007, 2009, 2011, 2017, 2019, 2021)                                                                           |
| Француска          | Друго место                            | 27. јануар 2023.    | 23 (1954, 1958, 1961, 1964, 1967, 1970., 1978, 1990, 1993, 1995., 1997, 1999, 2001., 2003, 2005, 2007, 2009., 2011., 2013, 2015., 2017., 2019, 2021, 2023)                    |
| Шведска            | Полуфиналисти оф Европско првенство    | 22. јануар 2024.    | 26 (1938, 1954., 1958, 1961, 1964, 1967., 1970, 1974, 1978, 1982, 1986, 1990, 1993., 1995, 1997, 1999, 2001, 2003, 2005, 2009, 2011, 2015, 2017, 2019, 2021, 2023.)           |
| Немачка            | Полуфиналисти оф Европско првенство    | 24. јануар 2024.    | 27 (1938., 1954, 1958., 1961., 1964, 1967, 1970, 1974., 1978., 1982., 1986, 1990, 1993, 1995, 1999, 2001, 2003, 2005, 2007., 2009, 2011, 2013, 2015, 2017, 2019., 2021, 2023) |
| Бразил             | Топ 3 првенства Јужне и Средње Америке | 18. јануар 2024.    | 16 (1958, 1995, 1997, 1999, 2001, 2003, 2005, 2007, 2009, 2011, 2013, 2015, 2017, 2019, 2021 2023)                                                                            |
| Аргентина          | Топ 3 првенства Јужне и Средње Америке | 18. јануар 2023.    | 14 (1997, 1999, 2001, 2003, 2005, 2007, 2009, 2011, 2013, 2015, 2017, 2019, 2021, 2023)                                                                                       |
| Чиле               | Топ 3 првенства Јужне и Средње Америке | 19. јануар 2024.    | 7 (2011, 2013, 2015, 2017, 2019, 2021, 2023) |
| Алжир              | Топ 5 Афричко првенствa                | 23. јануар 2024.    | 16 (1974, 1982, 1986, 1990, 1995, 1997, 1999, 2001, 2003, 2005, 2009, 2011, 2013, 2015, 2021, 2023)                                                                           |
| Египат             | Топ 5 Афричко првенствa                | 23. јануар 2024.    | 17 (1964, 1993, 1995, 1997, 1999., 2001, 2003, 2005, 2007, 2009, 2011, 2013, 2015, 2017, 2019, 2021., 2023)                                                                   |
| Зеленортска Острва | Топ 5 Афричко првенствa                | 23. јануар 2024.    | 2 (2021, 2023) |
| Гвинеја            | Топ 5 Афричко првенствa                | 26. јануар 2024.    | 0 (први наступ) |
| Тунис              | Топ 5 Афричко првенствa                | 23. јануар 2024.    | 16 (1967, 1995, 1997, 1999, 2001, 2003, 2005., 2007, 2009, 2011, 2013, 2015, 2017, 2019, 2021, 2023)                                                                          |
| Бахреин            | полуфиналиста на Азијског првенства    | 19. јануар 2024.    | 5 (2011, 2017, 2019, 2021, 2023) |
| Катар              | Полуфиналист у Азијског првенства      | 19. јануар 2024.    | 9 (2003, 2005, 2007, 2013, 2015, 2017, 2019, 2021, 2023) |
| Кувајт             | Полуфиналист у Азијског првенства      | 21. јануар 2024.    | 5 (2011, 2017, 2019, 2021, 2023) |
| Јапан              | Полуфиналист у Азијског првенства      | 19. јануар 2024.    | 15 (1961, 1964, 1967, 1970, 1974, 1978, 1982, 1990, 1995, 1997, 2005, 2011, 2017, 2019, 2021)                                                                                 |
| Сједињене Државе   | Позивница                              | 18. октобар 2018.   | 7 (1964, 1970, 1974, 1993, 1995, 2001, 2023) |
| Швајцарска         | Позивница                              | 23. мај 2024.       | 11 (1954., 1961, 1964, 1967, 1970, 1982, 1986, 1990, 1993, 1995, 2021) |
| Исланд             | Европске Квалификације                 | 11. мај 2024.       | 22 (1958, 1961, 1964, 1970, 1974, 1978, 1986, 1990, 1993, 1995, 1997, 2001, 2003, 2005, 2007, 2011, 2013, 2015, 2017, 2019, 2021, 2023)                                       |
| Аустрија           | Европске Квалификације                 | 12. мај 2024.       | 7 (1938, 1958, 1993, 2011, 2015, 2019, 2021) |
| Холандија          | Европске Квалификације                 | 12. мај 2024.       | 2 (1961, 2023) |
| Чешка              | Европске Квалификације                 | 12. мај 2024.       | 6 (1995, 1997, 2001, 2005, 2007, 2015) |
| Мађарска           | Европске Квалификације                 | 12. мај 2024.       | 21 (1958, 1964, 1967, 1970, 1974, 1978, 1982, 1986, 1990, 1993, 1995, 1997, 1999, 2003, 2007, 2009, 2011, 2013, 2015, 2017, 2019, 2021, 2019, 2023)                           |
| Италија            | Европске Квалификације                 | 12. мај 2024.       | 1 (1997) |
| Северна Македонија | Европске Квалификације                 | 12. мај 2024.       | 8 (1999, 2009, 2013, 2015, 2017, 2019, 2021, 2023) |
| Пољска             | Европске Квалификације                 | 12. мај 2024.       | 17 (1958, 1967, 1970, 1974, 1978, 1982, 1986, 1990, 2003, 2007, 2009, 2011, 2013, 2015, 2017, 2021, 2023.)                                                                    |
| Португалија        | Европске Квалификације                 | 12. мај 2024.       | 5 (1997, 2001, 2003., 2021, 2023) |
| Шпанија            | Европске Квалификације                 | 12. мај 2024.       | 21 (1958, 1974, 1978, 1982, 1986, 1990, 1993, 1995, 1997, 1999, 2001, 2003, 2005., 2007, 2009, 2011, 2013., 2015, 2017, 2019, 2021, 2013)                                     |
| Словенија          | Европске Квалификације                 | 12. мај 2024        | 9 (1995, 2001, 2003, 2005, 2007, 2013, 2015, 2017, 2021, 2023) |
| Куба               | Северне Америке и Кариба Првенстa 2024 | 12. мај 2024        | 7 (1982, 1986, 1990, 1995, 1997, 1999, 2009) |

## Спонзори

### Званични спонзори турнира
| - Blåkläder - Bett1 - Молтен - Verdens Gang - Хумел - Gerflor - Freenet AG - Forsia - Kia - HusCompagniet - Schülerhilfe Deutschland - Декра - Folsgaard - bwin - Регина Фоод Индустриес - Coca-Cola Ísland - Zoll Karriere - Bendt Bil AB - Crowe Global - AC Jesenović - JANAF d.d. - Gealan fenster-system - K&H Bank - Rotpunkt Køkken - TENA - Samsung - Panasonic - Xanlite - Sika France - Futuroscope - Sports Pharma | - Norlys Holding - Јосера - Falken Tyres Europe GmbH - Liqui Moly - Sportfive - Хартинг - Walbusch GmbH & Co. KG - Ресорб Спортс - LaserTyrk - Grundfos - Power Shoes - DB - Gjensidige - SuperSport - El Attal Holding - Исландер - Porsche Hrvatska - Telemach Hrvatska - Borup Kemi I/S - INA-Industrija nafte, d.d. - AXA Musli - GCH Hotel Group - Brita Gmbh - HSM Industri A/S - Teva Pharmaceuticals - Deutsche Kreditbank - Mazda - McDonald’s - Red Bull - NOCCO - AutoPartner | - Spraekassen Kronjylland - Интерспорт - Лидл - Ваипу.Тв - Boozt - Вуртх - Mitsubishi Motors Deutschland - Opel - LinkedIn - Новасол - Gitem - Das Handwerk - ACUD - АЈ Продуцтс - Brother - Rizk Ísland - Elkedjan - Teknicar Hovedkontor - Сцандиц Хотелс - KPK Døre og Vinduer - Rema 1000 - Raiffeisen Bank International - SydBank - Alm. Brand - HTH Køkkener A/S - Sofacompany - TiPPMIX - Bridgestone Denmark - Quies - Hrvatska elektroprivreda - Hrvatska poštanska banka |

## Жријеб
Жријеб је одржан 29. маја 2024. у 19.30 године у Концертној дворани Ватрослав Лисински у Загребу. Гости жријеба били су хрватски голман Доминик Кузмановић, селектор хрватске репрезентације, Дагур Сигурдсон, репрезентативац Норвешке, Александар Блонц, и бивши дански интернационалац, Мортен Стиг Кристенсен, који су сви помогли жријебу.

### Сејање
Уочи жријеба, 32 тима финалиста су подељена у четири пота према рангирању најновијих ИХФ правила и Светског првенства. Иако, што се тиче европских тимова у потовима 1 и 2, Европско првенство одредило је позиције тимова. Поред тога, три земље домаћина су унапред распоредиле пет тимова у сваку од доступних слободних група: Група А, Аустрија у Групи Ц, Мађарска у Групи Д, Шведска у Групи Ф и Словенија у Групи Г.
| Шешир 1                                                                              | Шешир 2                                                                         | Шешир 3                                                                         | Шешир 4                                                                                        |
| ------------------------------------------------------------------------------------ | ------------------------------------------------------------------------------- | ------------------------------------------------------------------------------- | ---------------------------------------------------------------------------------------------- |
| Данска · Француска · Шведска · Немачка · Мађарска · Словенија · Португалија · Египат | Аустрија · Норвешка · Исланд · Хрватска · Холандија · Шпанија · Италија · Чешка | Катар · Бразил · Пољска · Аргентина · Куба · Северна Македонија · Јапан · Алжир | Бахреин · Тунис · Чиле · Кувајт · Зеленортска Острва · Гвинеја · Сједињене Државе · Швајцарска |

## Судије
ИХФ jе коначни попис судија потврдио 14. новембар 2024. године. За турнир су одабрана 24 судијска пара. Листа је ажурирана 2. јануара 2025.
| Судије              | Судије                             |
| ------------------- | ---------------------------------- |
| Алжир               | Јусеф Белкири Сид Али Хамиди       |
| Аргентина           | Жулијан Гриљо Себастијан Ленци     |
| Аргентина           | Марија Паолантони Маријана Гарсија |
| Аустрија            | Денис Болић Цхристопх Хурицх       |
| Босна и Херцеговина | Амар Коњичанин Дино Коњичанин      |
| Црна Гора           | Иван Павићевић Милош Ражнатовић    |
| Србија              | Марко Секулић Владимир Јовандић    |
| Чешка               | Јири Новотњи Вацлав Хорачек        |
| Данска              | Јеспер Мадсен Мадс Хансен          |
| Француска           | Карим Гасми Рауф Гасми             |
| Немачка             | Роберт Шулц Тобијас Тонис          |
| Мађарска            | Адам Биро Оливер Кис               |
| Иран                | Ахмад Гхеисариан Амир Гхеисариан   |
| Молдавија           | Игор Ковалчук Алексеј Ковалчук     |
| Северна Македонија  | Ђорђи Начевски Славе Николов       |
| Норвешка            | Хавард Клевен Ларс Јорум           |
| Румунија            | Кристина Ловин Симона Стаку        |
| Словачка            | Андреј Будзак Мицхаал Захрадник    |
| Словенија           | Бојан Лах Давид Сок                |
| Шпанија             | Андре Марин Игнасио Гарсија        |
| Шпанија             | Јавиер Алварез Ион Бустаманте      |
| Шведска             | Мирза Куртагић Матијас Ветервик    |
| Уругвај             | Матијас Соса Кристијан Лемес       |
| Хрватска            | Анте Микелич Петар Парађина        |

## Прелиминарна фаза

### Група А
| Поз. | Репрезентација | О | П | Н | И | ГД | ГП | ГР  | Бод. | Квалификација |
| ---- | -------------- | - | - | - | - | -- | -- | --- | ---- | ------------- |
| 1.   | Немачка        | 3 | 3 | 0 | 0 | 95 | 79 | +16 | 6    | Други круг    |
| 2.   | Швајцарска     | 3 | 1 | 1 | 1 | 76 | 76 | 0   | 3    | Други круг    |
| 3.   | Чешка          | 3 | 0 | 2 | 1 | 58 | 65 | -7  | 2    | Други круг    |
| 4.   | Пољска         | 3 | 0 | 1 | 2 | 75 | 84 | -9  | 1    | Президент куп |

| 15. јануар 2025. 18:00 | Чешка       | 17:17     | Швајцарска | Јиск Банк Боксен, Хернинг · Судије: Гриљо, Ленци Аргентина |
| 15. јануар 2025. 18:00 | Морковскы 5 | (7:9)     | Рубин 8    | Јиск Банк Боксен, Хернинг · Судије: Гриљо, Ленци Аргентина |
| 15. јануар 2025. 18:00 | 2×          | Извјештај | 2×         | Јиск Банк Боксен, Хернинг · Судије: Гриљо, Ленци Аргентина |

| 15. јануар 2025. 20:30 | Немачка    | 35:28     | Пољска    | Јиск Банк Боксен, Хернинг · Судије: Начевски, Николов Северна Македонија |
| 15. јануар 2025. 20:30 | Усхцхин 10 | (15:14)   | Сипрзак 7 | Јиск Банк Боксен, Хернинг · Судије: Начевски, Николов Северна Македонија |
| 15. јануар 2025. 20:30 | 2×         | Извјештај | 2×        | Јиск Банк Боксен, Хернинг · Судије: Начевски, Николов Северна Македонија |

| 17. јануар 2025. 18:00 | Чешка    | 19:19     | Пољска          | Јиск Банк Боксен, Хернинг · Судије: А. Коњичанин, Д. Коњичанин Босна и Херцеговина |
| 17. јануар 2025. 18:00 | Хрстка 5 | (12:9)    | четири играча 5 | Јиск Банк Боксен, Хернинг · Судије: А. Коњичанин, Д. Коњичанин Босна и Херцеговина |
| 17. јануар 2025. 18:00 | 5×       | Извјештај | 3×              | Јиск Банк Боксен, Хернинг · Судије: А. Коњичанин, Д. Коњичанин Босна и Херцеговина |

| 17. јануар 2025. 20:30 | Швајцарска | 29:31     | Немачка  | Јиск Банк Боксен, Хернинг · Судије: А. Микелич, П. Парађина Хрватска |
| 17. јануар 2025. 20:30 | Рубин 7    | (14:15)   | Костер 7 | Јиск Банк Боксен, Хернинг · Судије: А. Микелич, П. Парађина Хрватска |
| 17. јануар 2025. 20:30 | 2×         | Извјештај | 2×       | Јиск Банк Боксен, Хернинг · Судије: А. Микелич, П. Парађина Хрватска |

| 19. јануар 2025. 15:30 | Пољска     | 28:30     | Швајцарска   | Јиск Банк Боксен, Хернинг · Судије: И. Павићевић, М. Ражнатовић Црна Гора |
| 19. јануар 2025. 15:30 | Прзитуłа 9 | (15:18)   | три играча 5 | Јиск Банк Боксен, Хернинг · Судије: И. Павићевић, М. Ражнатовић Црна Гора |
| 19. јануар 2025. 15:30 | 4×         | Извјештај | 4× 1×        | Јиск Банк Боксен, Хернинг · Судије: И. Павићевић, М. Ражнатовић Црна Гора |

| 19. јануар 2025. 18:00 | Немачка   | 29:22     | Чешка   | Јиск Банк Боксен, Хернинг · Судије: Алварез, Бустаманте Шпанија |
| 19. јануар 2025. 18:00 | Усхцхин 8 | (11:11)   | Солак 7 | Јиск Банк Боксен, Хернинг · Судије: Алварез, Бустаманте Шпанија |
| 19. јануар 2025. 18:00 | 4×        | Извјештај | 5×      | Јиск Банк Боксен, Хернинг · Судије: Алварез, Бустаманте Шпанија |

### Група Б
| Поз. | Репрезентација | О | П | Н | И | ГД  | ГП  | ГР  | Бод. | Квалификација |
| ---- | -------------- | - | - | - | - | --- | --- | --- | ---- | ------------- |
| 1.   | Данска         | 3 | 3 | 0 | 0 | 118 | 43  | +55 | 6    | Други круг    |
| 2.   | Италија        | 3 | 2 | 0 | 1 | 84  | 87  | -3  | 4    | Други круг    |
| 3.   | Тунис          | 3 | 1 | 0 | 2 | 72  | 89  | -17 | 2    | Други круг    |
| 4.   | Алжир          | 3 | 0 | 0 | 3 | 70  | 105 | -35 | 0    | Президент куп |

| 14. јануар 2025. 18:00 | Италија     | 32:25     | Тунис     | Јиск Банк Боксен, Хернинг · Судије: Коњичанин, Коњичанин Босна и Херцеговина |
| 14. јануар 2025. 18:00 | Прантнер 10 | (17:11)   | Абдалах 6 | Јиск Банк Боксен, Хернинг · Судије: Коњичанин, Коњичанин Босна и Херцеговина |
| 14. јануар 2025. 18:00 | 2×          | Извјештај | 6×        | Јиск Банк Боксен, Хернинг · Судије: Коњичанин, Коњичанин Босна и Херцеговина |

| 14. јануар 2025. 20:30 | Данска    | 47:22     | Алжир  | Јиск Банк Боксен, Хернинг · Судије: Микелич, Парадина Хрватска |
| 14. јануар 2025. 20:30 | Гидсел 10 | (20:11)   | Абди 6 | Јиск Банк Боксен, Хернинг · Судије: Микелич, Парадина Хрватска |
| 14. јануар 2025. 20:30 | 1×        | Извјештај | 4× 1×  | Јиск Банк Боксен, Хернинг · Судије: Микелич, Парадина Хрватска |

| 16. јануар 2025. 18:00 | Италија    | 32:23     | Алжир           | Јиск Банк Боксен, Хернинг · Судије: И. Павићевић, М. Ражнатовић Црна Гора |
| 16. јануар 2025. 18:00 | Прантнер 7 | (16:11)   | Абди, Беркоус 6 | Јиск Банк Боксен, Хернинг · Судије: И. Павићевић, М. Ражнатовић Црна Гора |
| 16. јануар 2025. 18:00 | 2× 1×      | Извјештај | 6×              | Јиск Банк Боксен, Хернинг · Судије: И. Павићевић, М. Ражнатовић Црна Гора |

| 16. јануар 2025. 20:30 | Тунис     | 21:32      | Данска   | Јиск Банк Боксен, Хернинг · Судије: Алварез, Бустаманте Шпанија |
| 16. јануар 2025. 20:30 | Абдалах 5 | (7:17)     | Гидсел 9 | Јиск Банк Боксен, Хернинг · Судије: Алварез, Бустаманте Шпанија |
| 16. јануар 2025. 20:30 | 2×        | Иезвјештај | 1×       | Јиск Банк Боксен, Хернинг · Судије: Алварез, Бустаманте Шпанија |

| 18. јануар 2025. 18:00 | Алжир   | 25:26      | Тунис   | Јиск Банк Боксен, Хернинг · Судије: Начевски, Николов Северна Македонија |
| 18. јануар 2025. 18:00 | Даоуд 6 | (9:13)     | Јбели 6 | Јиск Банк Боксен, Хернинг · Судије: Начевски, Николов Северна Македонија |
| 18. јануар 2025. 18:00 | 2× 1×   | Иезвјештај | 4×      | Јиск Банк Боксен, Хернинг · Судије: Начевски, Николов Северна Македонија |

| 18. јануар 2025. 20:30 | Данска              | 39:20      | Италија  | Јиск Банк Боксен, Хернинг · Судије: Гриљо, Ленци Аргентина |
| 18. јануар 2025. 20:30 | Јакобсен, Питлицк 9 | (18:8)     | Бронзо 4 | Јиск Банк Боксен, Хернинг · Судије: Гриљо, Ленци Аргентина |
| 18. јануар 2025. 20:30 | 3×                  | Иезвјештај | 3×       | Јиск Банк Боксен, Хернинг · Судије: Гриљо, Ленци Аргентина |

### Група Ц
| Поз. | Репрезентација | О | П | Н | И | ГД  | ГП  | ГР  | Бод. | Квалификација |
| ---- | -------------- | - | - | - | - | --- | --- | --- | ---- | ------------- |
| 1.   | Француска      | 3 | 3 | 0 | 0 | 115 | 65  | +50 | 6    | Други круг    |
| 2.   | Аустрија       | 3 | 2 | 0 | 1 | 92  | 87  | -17 | 4    | Други круг    |
| 3.   | Катар          | 3 | 1 | 0 | 2 | 70  | 87  | -17 | 2    | Други круг    |
| 4.   | Кувајт         | 3 | 0 | 0 | 3 | 67  | 105 | -38 | 0    | Президент куп |

| 14. јануар 2025. 18:00 | Француска | 37:19     | Катар   | Спортска дворана Жатика, Пореч · Судије: Будзак, Захрадник Словачка |
| 14. јануар 2025. 18:00 | Бриет 7   | (18:10)   | Царол 4 | Спортска дворана Жатика, Пореч · Судије: Будзак, Захрадник Словачка |
| 14. јануар 2025. 18:00 | 2×        | Извјештај | 1×      | Спортска дворана Жатика, Пореч · Судије: Будзак, Захрадник Словачка |

| 14. јануар 2025. 20:30 | Аустрија        | 37:26     | Кувајт       | Спортска дворана Жатика, Пореч · Судије: И. Ковалчук, А. Ковалчук Молдавија |
| 14. јануар 2025. 20:30 | четири играча 5 | (18:16)   | три играча 4 | Спортска дворана Жатика, Пореч · Судије: И. Ковалчук, А. Ковалчук Молдавија |
| 14. јануар 2025. 20:30 | 2×              | Извјештај | 5×           | Спортска дворана Жатика, Пореч · Судије: И. Ковалчук, А. Ковалчук Молдавија |

| 16. јануар 2025. 18:00 | Кувајт      | 19:43      | Француска | Спортска дворана Жатика, Пореч · Судије: Паолантони, Гарсија Аргентина |
| 16. јануар 2025. 18:00 | Ал-Давани 5 | (8:21)     | Ремили 6  | Спортска дворана Жатика, Пореч · Судије: Паолантони, Гарсија Аргентина |
| 16. јануар 2025. 18:00 | 2×          | Иезвјештај |           | Спортска дворана Жатика, Пореч · Судије: Паолантони, Гарсија Аргентина |

| 16. јануар 2025. 20:30 | Аустрија | 28:26      | Катар    | Спортска дворана Жатика, Пореч · Судије: Новотњи, Хорачек Чешка |
| 16. јануар 2025. 20:30 | Фримел 9 | (16:14)    | Царол 11 | Спортска дворана Жатика, Пореч · Судије: Новотњи, Хорачек Чешка |
| 16. јануар 2025. 20:30 | 1×       | Иезвјештај | 2×       | Спортска дворана Жатика, Пореч · Судије: Новотњи, Хорачек Чешка |

| 18. јануар 2025. 18:00 | Француска    | 35:27      | Аустрија | Спортска дворана Жатика, Пореч · Судије: Белкири, Хамиди Алжир |
| 18. јануар 2025. 18:00 | Бриет, Мем 6 | (19:15)    | Фримел 5 | Спортска дворана Жатика, Пореч · Судије: Белкири, Хамиди Алжир |
| 18. јануар 2025. 18:00 | 3×           | Иезвјештај | 4×       | Спортска дворана Жатика, Пореч · Судије: Белкири, Хамиди Алжир |

| 18. јануар 2025. 20:30 | Катар      | 25:22      | Кувајт      | Спортска дворана Жатика, Пореч · Судије: Шулц, Тонис Њемачка |
| 18. јануар 2025. 20:30 | Марковић 7 | (11:7)     | Ал Шамари 8 | Спортска дворана Жатика, Пореч · Судије: Шулц, Тонис Њемачка |
| 18. јануар 2025. 20:30 | 3× 1×      | Иезвјештај | 2×          | Спортска дворана Жатика, Пореч · Судије: Шулц, Тонис Њемачка |

### Група Д
| Поз. | Репрезентација     | О | П | Н | И | ГД  | ГП  | ГР  | Бод. | Квалификација |
| ---- | ------------------ | - | - | - | - | --- | --- | --- | ---- | ------------- |
| 1.   | Мађарска           | 3 | 2 | 1 | 0 | 98  | 77  | +21 | 5    | Други круг    |
| 2.   | Холандија          | 3 | 2 | 0 | 1 | 109 | 91  | +18 | 4    | Други круг    |
| 3.   | Северна Македонија | 3 | 1 | 1 | 1 | 88  | 84  | +4  | 1    | Други круг    |
| 4.   | Гвинеја            | 3 | 0 | 0 | 3 | 61  | 104 | -43 | 0    | Президент куп |

| 15. јануар 2025. 18:00 | Холандија   | 40:23     | Гвинеја   | Арена Вараждин, Вараждин · Судије: Соса, Лемес Уругвај |
| 15. јануар 2025. 18:00 | тен Велде 9 | (21:8)    | Епоноух 6 | Арена Вараждин, Вараждин · Судије: Соса, Лемес Уругвај |
| 15. јануар 2025. 18:00 | 4×          | Извјештај | 3×        | Арена Вараждин, Вараждин · Судије: Соса, Лемес Уругвај |

| 15. јануар 2025. 20:30 | Мађарска | 27:27     | Северна Македонија | Арена Вараждин, Вараждин · Судије: Куртагић, Ветервик Шведска |
| 15. јануар 2025. 20:30 | Илић 6   | (14:14)   | Кузмановски 10     | Арена Вараждин, Вараждин · Судије: Куртагић, Ветервик Шведска |
| 15. јануар 2025. 20:30 | 2×       | Извјештај | 2×                 | Арена Вараждин, Вараждин · Судије: Куртагић, Ветервик Шведска |

| 17. јануар 2025. 18:00 | Холандија    | 37:32     | Северна Македонија | Арена Вараждин, Вараждин · Судије: Мадсен, Хансен Данска |
| 17. јануар 2025. 18:00 | тен Велде 11 | (18:15)   | Кузмановски 9      | Арена Вараждин, Вараждин · Судије: Мадсен, Хансен Данска |
| 17. јануар 2025. 18:00 | 6× 1×        | Извјештај | 7× 2×              | Арена Вараждин, Вараждин · Судије: Мадсен, Хансен Данска |

| 17. јануар 2025. 20:30 | Гвинеја         | 18:35     | Мађарска | Арена Вараждин, Вараждин · Судије: А. Гхеисариан, А. Гхеисариан Иран |
| 17. јануар 2025. 20:30 | четири играча 3 | (9:20)    | Сита 7   | Арена Вараждин, Вараждин · Судије: А. Гхеисариан, А. Гхеисариан Иран |
| 17. јануар 2025. 20:30 | 5×              | Извјештај | 1×       | Арена Вараждин, Вараждин · Судије: А. Гхеисариан, А. Гхеисариан Иран |

| 19. јануар 2025. 18:00 | Северна Македонија | 29:20     | Гвинеја   | Арена Вараждин, Вараждин · Судије: И. Ковалчук, А. Ковалчук Молдавија |
| 19. јануар 2025. 18:00 | Кузмановски 12     | (14:10)   | Цорцхер 4 | Арена Вараждин, Вараждин · Судије: И. Ковалчук, А. Ковалчук Молдавија |
| 19. јануар 2025. 18:00 | 2×                 | Извјештај | 3×        | Арена Вараждин, Вараждин · Судије: И. Ковалчук, А. Ковалчук Молдавија |

| 19. јануар 2025. 20:30 | Мађарска     | 36:32     | Холандија    | Арена Вараждин, Вараждин · Судије: Клевен, Јорум Норвешка |
| 19. јануар 2025. 20:30 | три играча 6 | (19:17)   | тен Велде 10 | Арена Вараждин, Вараждин · Судије: Клевен, Јорум Норвешка |
| 19. јануар 2025. 20:30 | 8× 1×        | Извјештај | 6×           | Арена Вараждин, Вараждин · Судије: Клевен, Јорум Норвешка |

### Група Е
| Поз. | Репрезентација   | О | П | Н | И | ГД | ГП | ГР  | Бод. | Квалификација |
| ---- | ---------------- | - | - | - | - | -- | -- | --- | ---- | ------------- |
| 1.   | Португалија      | 3 | 3 | 0 | 0 | 91 | 75 | +16 | 6    | Други круг    |
| 2.   | Бразил           | 3 | 2 | 0 | 1 | 86 | 60 | +6  | 4    | Други круг    |
| 3.   | Норвешка         | 3 | 1 | 0 | 2 | 87 | 77 | +10 | 2    | Други круг    |
| 4.   | Сједињене Државе | 3 | 0 | 0 | 3 | 62 | 94 | -32 | 0    | Президент куп |

| 15. јануар 2025. 18:00 | Португалија      | 30:21     | Сједињене Државе | Теленор Арена, Осло · Судије: Ловин, Стаку Румунија |
| 15. јануар 2025. 18:00 | Коста, Портела 7 | (15:10)   | Ходдерсен 6      | Теленор Арена, Осло · Судије: Ловин, Стаку Румунија |
| 15. јануар 2025. 18:00 | 2× 1×            | Извјештај | 3×               | Теленор Арена, Осло · Судије: Ловин, Стаку Румунија |

| 15. јануар 2025. 20:30 | Норвешка   | 26:29     | Бразил    | Теленор Арена, Осло · Судије: К. Гасми, Р. Гасми Француска |
| 15. јануар 2025. 20:30 | Грøндахл 6 | (14:12)   | Лангаро 8 | Теленор Арена, Осло · Судије: К. Гасми, Р. Гасми Француска |
| 15. јануар 2025. 20:30 | 1×         | Извјештај | 6×        | Теленор Арена, Осло · Судије: К. Гасми, Р. Гасми Француска |

| 17. јануар 2025. 18:00 | Португалија | 30:26     | Бразил            | Теленор Арена, Осло · Судије: Биро, Кис Мађарска |
| 17. јануар 2025. 18:00 | Коста 9     | (12:15)   | Дупоук, Лангаро 5 | Теленор Арена, Осло · Судије: Биро, Кис Мађарска |
| 17. јануар 2025. 18:00 | 3×          | Извјештај | 4×                | Теленор Арена, Осло · Судије: Биро, Кис Мађарска |

| 17. јануар 2025. 20:30 | Сједињене Државе | 17:33     | Норвешка | Теленор Арена, Осло · Судије: Секулић, Јовандић Србија |
| 17. јануар 2025. 20:30 | Стромберг 4      | (7:13)    | Лисе 6   | Теленор Арена, Осло · Судије: Секулић, Јовандић Србија |
| 17. јануар 2025. 20:30 | 2× 1×            | Извјештај | 4×       | Теленор Арена, Осло · Судије: Секулић, Јовандић Србија |

| 19. јануар 2025. 18:00 | Бразил      | 31:24     | Сједињене Државе | Теленор Арена, Осло · Судије: Болић, Хурицх Аустрија |
| 19. јануар 2025. 18:00 | Хацкбартх 8 | (10:12)   | Стромберг 6      | Теленор Арена, Осло · Судије: Болић, Хурицх Аустрија |
| 19. јануар 2025. 18:00 | 2×          | Извјештај | 4×               | Теленор Арена, Осло · Судије: Болић, Хурицх Аустрија |

| 19. јануар 2025. 20:30 | Норвешка | 28:31     | Португалија    | Теленор Арена, Осло · Судије: Лах, Сок Словенија |
| 19. јануар 2025. 20:30 | Лисе 9   | (13:14)   | Цоста, Фраде 6 | Теленор Арена, Осло · Судије: Лах, Сок Словенија |
| 19. јануар 2025. 20:30 | 1×       | Извјештај | 2× 1×          | Теленор Арена, Осло · Судије: Лах, Сок Словенија |

### Група Ф
| Поз. | Репрезентација | О | П | Н | И | ГД  | ГП  | ГР  | Бод. | Квалификација |
| ---- | -------------- | - | - | - | - | --- | --- | --- | ---- | ------------- |
| 1.   | Шведска        | 3 | 2 | 1 | 0 | 110 | 80  | +30 | 5    | Други круг    |
| 2.   | Шпанија        | 3 | 2 | 1 | 0 | 99  | 71  | +28 | 5    | Други круг    |
| 3.   | Чиле           | 3 | 1 | 0 | 2 | 83  | 99  | -16 | 2    | Други круг    |
| 4.   | Јапан          | 3 | 0 | 0 | 3 | 67  | 107 | -42 | 0    | Президент куп |

| 16. јануар 2025. 18:00 | Шпанија     | 31:22     | Чиле                  | Теленор Арена, Осло · Судије: Болић, Хурицх Аустрија |
| 16. јануар 2025. 18:00 | Фернандез 5 | (17:13)   | Феуцхтманн, Салинас 5 | Теленор Арена, Осло · Судије: Болић, Хурицх Аустрија |
| 16. јануар 2025. 18:00 | 2×          | Извјештај | 1×                    | Теленор Арена, Осло · Судије: Болић, Хурицх Аустрија |

| 16. јануар 2025. 20:30 | Шведска    | 39:21     | Јапан           | Теленор Арена, Осло · Судије: Лах, Сок Словенија |
| 16. јануар 2025. 20:30 | Карлссон 8 | (17:13)   | Иано, Иосхино 4 | Теленор Арена, Осло · Судије: Лах, Сок Словенија |
| 16. јануар 2025. 20:30 | 2× 1×      | Извјештај | 3× 1×           | Теленор Арена, Осло · Судије: Лах, Сок Словенија |

| 18. јануар 2025. 18:00 | Шпанија  | 39:20     | Јапан    | Теленор Арена, Осло · Судије: К. Гасми, Р. Гасми Француска |
| 18. јануар 2025. 18:00 | Сердио 7 | (20:11)   | Наката 4 | Теленор Арена, Осло · Судије: К. Гасми, Р. Гасми Француска |
| 18. јануар 2025. 18:00 | 7× 1×    | Извјештај | 4× 2×    | Теленор Арена, Осло · Судије: К. Гасми, Р. Гасми Француска |

| 18. јануар 2025. 20:30 | Чиле         | 30:42      | Шведска  | Теленор Арена, Осло · Судије: Ловин, Стаку Румунија |
| 18. јануар 2025. 20:30 | Феуцхтманн 7 | (19:20)    | Молер 10 | Теленор Арена, Осло · Судије: Ловин, Стаку Румунија |
| 18. јануар 2025. 20:30 | 4× 2×        | Иезвјештај | 1× 2×    | Теленор Арена, Осло · Судије: Ловин, Стаку Румунија |

| 20. јануар 2025. 18:00 | Јапан    | 26:31      | Чиле         | Теленор Арена, Осло · Судије: Секулић, Јовандић Србија |
| 20. јануар 2025. 18:00 | Наката 6 | (11:14)    | Феуцхтманн 9 | Теленор Арена, Осло · Судије: Секулић, Јовандић Србија |
| 20. јануар 2025. 18:00 | 4×       | Иезвјештај | 6×           | Теленор Арена, Осло · Судије: Секулић, Јовандић Србија |

| 20. јануар 2025. 20:30 | Шведска     | 29:29      | Шпанија | Теленор Арена, Осло · Судије: Биро, Кис Мађарска |
| 20. јануар 2025. 20:30 | Лагергрен 9 | (16:11)    | Соле 7  | Теленор Арена, Осло · Судије: Биро, Кис Мађарска |
| 20. јануар 2025. 20:30 | 3×          | Иезвјештај | 1×      | Теленор Арена, Осло · Судије: Биро, Кис Мађарска |

### Група Г
| Поз. | Репрезентација     | О | П | Н | И | ГД | ГП  | ГР  | Бод. | Квалификација |
| ---- | ------------------ | - | - | - | - | -- | --- | --- | ---- | ------------- |
| 1.   | Исланд             | 3 | 3 | 0 | 0 | 97 | 58  | +39 | 6    | Други круг    |
| 2.   | Словенија          | 3 | 2 | 0 | 1 | 95 | 66  | -15 | 4    | Други круг    |
| 3.   | Зеленортска Острва | 3 | 1 | 0 | 2 | 83 | 98  | -15 | 2    | Други круг    |
| 4.   | Куба               | 3 | 0 | 0 | 3 | 66 | 119 | -53 | 0    | Президент куп |

| 16. јануар 2025. 18:00 | Словенија | 44:19      | Куба     | Arena Zagreb, Загреб · Судије: Белкири, Хамиди Алжир |
| 16. јануар 2025. 18:00 | Влах 8    | (18:9)     | Гарциа 4 | Arena Zagreb, Загреб · Судије: Белкири, Хамиди Алжир |
| 16. јануар 2025. 18:00 | 2×        | Иезвјештај | 3×       | Arena Zagreb, Загреб · Судије: Белкири, Хамиди Алжир |

| 16. јануар 2025. 20:30 | Исланд        | 34:21      | Зеленортска Острва | Arena Zagreb, Загреб · Судије: Ковалчук, Ковалчук Молдавија |
| 16. јануар 2025. 20:30 | Тхоркелссон 8 | (18:18)    | Пина 5             | Arena Zagreb, Загреб · Судије: Ковалчук, Ковалчук Молдавија |
| 16. јануар 2025. 20:30 | 3×            | Иезвјештај | 2×                 | Arena Zagreb, Загреб · Судије: Ковалчук, Ковалчук Молдавија |

| 18. јануар 2025. 18:00 | Зеленортска Острва | 24:36      | Словенија | Arena Zagreb, Загреб · Судије: Соса, Лемес Уругвај |
| 18. јануар 2025. 18:00 | Пина 6             | (12:18)    | Влах 8    | Arena Zagreb, Загреб · Судије: Соса, Лемес Уругвај |
| 18. јануар 2025. 18:00 | 5×                 | Иезвјештај | 3× 1×     | Arena Zagreb, Загреб · Судије: Соса, Лемес Уругвај |

| 18. јануар 2025. 20:30 | Исланд       | 40:19      | Куба      | Arena Zagreb, Загреб · Судије: А. Гхеисариан, А. Гхеисариан Иран |
| 18. јануар 2025. 20:30 | три играча 5 | (21:9)     | Цордиес 5 | Arena Zagreb, Загреб · Судије: А. Гхеисариан, А. Гхеисариан Иран |
| 18. јануар 2025. 20:30 | 1×           | Иезвјештај | 4×        | Arena Zagreb, Загреб · Судије: А. Гхеисариан, А. Гхеисариан Иран |

| 20. јануар 2025. 18:00 | Куба               | 28:38      | Зеленортска Острва | Arena Zagreb, Загреб · Судије: Будзак, Захрадник Словачка |
| 20. јануар 2025. 18:00 | Цордиес, Васкуез 7 | (14:20)    | Переира 8          | Arena Zagreb, Загреб · Судије: Будзак, Захрадник Словачка |
| 20. јануар 2025. 18:00 | 5×                 | Иезвјештај | 1×                 | Arena Zagreb, Загреб · Судије: Будзак, Захрадник Словачка |

| 20. јануар 2025. 20:30 | Словенија | 18:23      | Исланд         | Arena Zagreb, Загреб · Судије: Марин, Гарсија Шпанија |
| 20. јануар 2025. 20:30 | Јанц 4    | (8:14)     | Кристјанссон 7 | Arena Zagreb, Загреб · Судије: Марин, Гарсија Шпанија |
| 20. јануар 2025. 20:30 | 5× 2×     | Иезвјештај | 9× 2×          | Arena Zagreb, Загреб · Судије: Марин, Гарсија Шпанија |

### Група Х
| Поз. | Репрезентација | О | П | Н | И | ГД  | ГП | ГР  | Бод. | Квалификација |
| ---- | -------------- | - | - | - | - | --- | -- | --- | ---- | ------------- |
| 1.   | Египат         | 3 | 3 | 0 | 0 | 102 | 73 | +29 | 6    | Други круг    |
| 2.   | Хрватска       | 3 | 2 | 0 | 1 | 93  | 68 | +25 | 2    | Други круг    |
| 3.   | Аргентина      | 3 | 1 | 0 | 2 | 69  | 97 | -28 | 2    | Други круг    |
| 4.   | Бахреин        | 3 | 0 | 0 | 3 | 71  | 97 | -26 | 0    | Президент куп |

| 15. јануар 2025. 18:00 | Египат  | 39:25     | Аргентина     | Arena Zagreb, Загреб · Судије: Клевен, Јорум Норвешка |
| 15. јануар 2025. 18:00 | Санад 6 | (21:11)   | Мосцариелло 7 | Arena Zagreb, Загреб · Судије: Клевен, Јорум Норвешка |
| 15. јануар 2025. 18:00 | 2×      | Извјештај | 3×            | Arena Zagreb, Загреб · Судије: Клевен, Јорум Норвешка |

| 15. јануар 2025. 20:30 | Хрватска   | 36:22     | Бахреин | Arena Zagreb, Загреб · Судије: Шулц, Тонис Њемачка |
| 15. јануар 2025. 20:30 | Шоштарић 8 | (17:9)    | Еид 6   | Arena Zagreb, Загреб · Судије: Шулц, Тонис Њемачка |
| 15. јануар 2025. 20:30 | 4×         | Извјештај | 2×      | Arena Zagreb, Загреб · Судије: Шулц, Тонис Њемачка |

| 17. јануар 2025. 18:00 | Бахреин   | 24:35     | Египат    | Arena Zagreb, Загреб · Судије: Марин, Гарсија Шпанија |
| 17. јануар 2025. 18:00 | Мохамед 8 | (11:16)   | Рамадан 5 | Arena Zagreb, Загреб · Судије: Марин, Гарсија Шпанија |
| 17. јануар 2025. 18:00 | 1×        | Извјештај | 2×        | Arena Zagreb, Загреб · Судије: Марин, Гарсија Шпанија |

| 17. јануар 2025. 20:30 | Хрватска        | 33:18    | Аргентина  | Arena Zagreb, Загреб · Судије: Куртагић, Ветервик Шведска |
| 17. јануар 2025. 20:30 | Главаш, Шипић 5 | (18:7)   | Мартинез 3 | Arena Zagreb, Загреб · Судије: Куртагић, Ветервик Шведска |
| 17. јануар 2025. 20:30 | 2× 1×           | Извјешта | 3× 1×      | Arena Zagreb, Загреб · Судије: Куртагић, Ветервик Шведска |

| 19. јануар 2025. 18:00 | Аргентина   | 26:25     | Бахреин | Arena Zagreb, Загреб · Судије: Мадсен, Хансен Данска |
| 19. јануар 2025. 18:00 | Мартинез 10 | (16:11)   | Хабиб 6 | Arena Zagreb, Загреб · Судије: Мадсен, Хансен Данска |
| 19. јануар 2025. 18:00 | 2× 1×       | Извјештај | 2×      | Arena Zagreb, Загреб · Судије: Мадсен, Хансен Данска |

| 19. јануар 2025. 20:30 | Египат | 28:24     | Хрватска     | Arena Zagreb, Загреб · Судије: Новотњи, Хорачек Чешка |
| 19. јануар 2025. 20:30 | Омар 6 | (14:11)   | Мартиновић 6 | Arena Zagreb, Загреб · Судије: Новотњи, Хорачек Чешка |
| 19. јануар 2025. 20:30 | 7× 1×  | Извјештај | 2×           | Arena Zagreb, Загреб · Судије: Новотњи, Хорачек Чешка |

## Предсједнички куп

### Група I
| Поз. | Репрезентација | О | П | Н | И | ГД  | ГП | ГР  | Бод. | Квалификација |
| ---- | -------------- | - | - | - | - | --- | -- | --- | ---- | ------------- |
| 1.   | Пољска         | 3 | 3 | 0 | 0 | 120 | 92 | +28 | 6    | За 25.мјесто  |
| 2.   | Кувајт         | 3 | 2 | 0 | 1 | 96  | 97 | -1  | 4    | За 27. мјесто |
| 3.   | Алжир          | 3 | 1 | 0 | 2 | 95  | 99 | -4  | 2    | За 29. мјесто |
| 4.   | Гвинеја        | 3 | 0 | 0 | 3 | 75  | 98 | -23 | 0    | За 31. мјесто |

| 21. јануар 2025. 15:30 | Кувајт      | 26:24     | Гвинеја | Спортска дворана Жатика, Пореч · Судије: Паолантони, Гарсија Аргентина |
| 21. јануар 2025. 15:30 | Ал-Давани 8 | (15:11)   | Лебон 7 | Спортска дворана Жатика, Пореч · Судије: Паолантони, Гарсија Аргентина |
| 21. јануар 2025. 15:30 | 1×          | Извјештај | 2×      | Спортска дворана Жатика, Пореч · Судије: Паолантони, Гарсија Аргентина |

| 21. јануар 2025. 18:00 | Пољска        | 38:22    | Алжир        | Спортска дворана Жатика, Пореч · Судије: Соса, Лемес Уругвај |
| 21. јануар 2025. 18:00 | Једрасзцзик 8 | (19:14)  | три играча 7 | Спортска дворана Жатика, Пореч · Судије: Соса, Лемес Уругвај |
| 21. јануар 2025. 18:00 | 2×            | Извјешта | 2×           | Спортска дворана Жатика, Пореч · Судије: Соса, Лемес Уругвај |

| 23. јануар 2025. 15:30 | Алжир        | 32:23      | Гвинеја   | Спортска дворана Жатика, Пореч · Судије: Паолантони, Гарсија Аргентина |
| 23. јануар 2025. 15:30 | Кхермоуцхе 7 | (14:9)     | Паскует 5 | Спортска дворана Жатика, Пореч · Судије: Паолантони, Гарсија Аргентина |
| 23. јануар 2025. 15:30 | 2×           | Иезвјештај | 3×        | Спортска дворана Жатика, Пореч · Судије: Паолантони, Гарсија Аргентина |

| 23. јануар 2025. 18:00 | Пољска    | 42:32      | Кувајт      | Спортска дворана Жатика, Пореч · Судије: А. Гхеисариан, А. Гхеисариан Иран |
| 23. јануар 2025. 18:00 | Патерек 9 | (21:15)    | Ал-Давани 8 | Спортска дворана Жатика, Пореч · Судије: А. Гхеисариан, А. Гхеисариан Иран |
| 23. јануар 2025. 18:00 | 4× 1×     | Иезвјештај | 3×          | Спортска дворана Жатика, Пореч · Судије: А. Гхеисариан, А. Гхеисариан Иран |

| 25. јануар 2025. 15:30 | Алжир    | 31:18      | Кувајт       | Спортска дворана Жатика, Пореч · Судије: Соса, Лемес Уругвај |
| 25. јануар 2025. 15:30 | Сакер 10 | (14:18)    | Ал-Давани 13 | Спортска дворана Жатика, Пореч · Судије: Соса, Лемес Уругвај |
| 25. јануар 2025. 15:30 | 3×       | Иезвјештај | 3× 1×        | Спортска дворана Жатика, Пореч · Судије: Соса, Лемес Уругвај |

| 25. јануар 2025. 18:00 | Гвинеја   | 28:40      | Пољска       | Спортска дворана Жатика, Пореч · Судије: Болић, Хурицх Аустрија |
| 25. јануар 2025. 18:00 | Паскует 8 | (13:21)    | Цзаплински 7 | Спортска дворана Жатика, Пореч · Судије: Болић, Хурицх Аустрија |
| 25. јануар 2025. 18:00 | 1×        | Иезвјештај |              | Спортска дворана Жатика, Пореч · Судије: Болић, Хурицх Аустрија |

### Група II
| Поз. | Репрезентација   | О | П | Н | И | ГД | ГП | ГР  | Бод. | Квалификација |
| ---- | ---------------- | - | - | - | - | -- | -- | --- | ---- | ------------- |
| 1.   | Сједињене Државе | 3 | 2 | 0 | 1 | 84 | 79 | +5  | 6    | За 25.мјесто  |
| 2.   | Јапан            | 3 | 2 | 0 | 1 | 88 | 77 | +11 | 4    | За 27. мјесто |
| 3.   | Бахреин          | 3 | 1 | 0 | 2 | 94 | 87 | +7  | 2    | За 29. мјесто |
| 4.   | Куба             | 3 | 0 | 0 | 3 | 75 | 98 | -23 | 0    | За 31. мјесто |

| 22. јануар 2025. 15:30 | Куба         | 26:39     | Бахреин      | Спортска дворана Жатика, Пореч · Судије: А. Гхеисариан, А. Гхеисариан Иран |
| 22. јануар 2025. 15:30 | три играча 4 | (12:17)   | Ал-Заимоор 6 | Спортска дворана Жатика, Пореч · Судије: А. Гхеисариан, А. Гхеисариан Иран |
| 22. јануар 2025. 15:30 | 3×           | Извјештај | 2×           | Спортска дворана Жатика, Пореч · Судије: А. Гхеисариан, А. Гхеисариан Иран |

| 22. јануар 2025. 18:00 | Сједињене Државе     | 27:25     | Јапан     | Спортска дворана Жатика, Пореч · Судије: Болић, Хурицх Аустрија |
| 22. јануар 2025. 18:00 | Цорнинг, Ходдерсен 7 | (15:13)   | Иосхино 8 | Спортска дворана Жатика, Пореч · Судије: Болић, Хурицх Аустрија |
| 22. јануар 2025. 18:00 | 3×                   | Извјештај | 3×        | Спортска дворана Жатика, Пореч · Судије: Болић, Хурицх Аустрија |

| 24. јануар 2025. 15:30 | Јапан     | 31:27      | Бахреин   | Спортска дворана Жатика, Пореч · Судије: Микелич, Парадина Хрватска |
| 24. јануар 2025. 15:30 | Иосхино 6 | (13:14)    | Мохамед 6 | Спортска дворана Жатика, Пореч · Судије: Микелич, Парадина Хрватска |
| 24. јануар 2025. 15:30 | 3×        | Иезвјештај | 1×        | Спортска дворана Жатика, Пореч · Судије: Микелич, Парадина Хрватска |

| 24. јануар 2025. 18:00 | Сједињене Државе | 27:26      | Куба     | Спортска дворана Жатика, Пореч · Судије: Соса, Лемес Уругвај |
| 24. јануар 2025. 18:00 | Ходдерсен 7      | (14:15)    | Гарциа 6 | Спортска дворана Жатика, Пореч · Судије: Соса, Лемес Уругвај |
| 24. јануар 2025. 18:00 | 3× 1×            | Иезвјештај | 7×       | Спортска дворана Жатика, Пореч · Судије: Соса, Лемес Уругвај |

| 26. јануар 2025. 15:30 | Јапан   | 32:23      | Куба        | Спортска дворана Жатика, Пореч · Судије: А. Гхеисариан, А. Гхеисариан Иран |
| 26. јануар 2025. 15:30 | Арасе 7 | (14:11)    | Родригуез 8 | Спортска дворана Жатика, Пореч · Судије: А. Гхеисариан, А. Гхеисариан Иран |
| 26. јануар 2025. 15:30 | 4×      | Иезвјештај | 3×          | Спортска дворана Жатика, Пореч · Судије: А. Гхеисариан, А. Гхеисариан Иран |

| 26. јануар 2025. 18:00 | Бахреин  | 28:30      | Сједињене Државе     | Спортска дворана Жатика, Пореч · Судије: Паолантони, Гарсија Аргентина |
| 26. јануар 2025. 18:00 | Камбар 8 | (14:15)    | Цорнинг, Ходдерсен 7 | Спортска дворана Жатика, Пореч · Судије: Паолантони, Гарсија Аргентина |
| 26. јануар 2025. 18:00 | 4× 1×    | Иезвјештај | 2×                   | Спортска дворана Жатика, Пореч · Судије: Паолантони, Гарсија Аргентина |

### Утакмица за 31. мјесто
| 28. јануар 2025. 13:00 | Гвинеја | 33:31                              | Куба         | Спортска дворана Жатика, Пореч · Судије: Болић, Хурицх Аустрија |
| 28. јануар 2025. 13:00 | Лебон 8 | (16:16)                            | Родригуез 10 | Спортска дворана Жатика, Пореч · Судије: Болић, Хурицх Аустрија |
| 28. јануар 2025. 13:00 | 2×      | крај: 28:28, пенали: 5:3 Извјештај | 1×           | Спортска дворана Жатика, Пореч · Судије: Болић, Хурицх Аустрија |

### Утакмица за 29. мјесто
| 28. јануар 2025. 15:30 | Алжир           | 26:29     | Бахреин   | Спортска дворана Жатика, Пореч · Судије: Соса, Лемес Уругвај |
| 28. јануар 2025. 15:30 | четири играча 4 | (18:17)   | Мохамед 9 | Спортска дворана Жатика, Пореч · Судије: Соса, Лемес Уругвај |
| 28. јануар 2025. 15:30 | 1×              | Извјештај | 1×        | Спортска дворана Жатика, Пореч · Судије: Соса, Лемес Уругвај |

### Утакмица за 27. мјесто
| 28. јануар 2025. 18:00 | Кувајт      | 37:32     | Јапан               | Спортска дворана Жатика, Пореч · Судије: Паолантони, Гарсија Аргентина |
| 28. јануар 2025. 18:00 | Ал-Давани 8 | (17:16)   | Фујисака, Иосхино 6 | Спортска дворана Жатика, Пореч · Судије: Паолантони, Гарсија Аргентина |
| 28. јануар 2025. 18:00 | 2× 1×       | Извјештај | 2×                  | Спортска дворана Жатика, Пореч · Судије: Паолантони, Гарсија Аргентина |

### Утакмица за 25. мјесто
| 28. јануар 2025. 20:30 | Пољска                             | 24:22   | Сједињене Државе | Спортска дворана Жатика, Пореч · Судије: Белкири, Хамиди Алжир |
| 28. јануар 2025. 20:30 | Једрасзцзик 4                      | (11:13) | Фофана 5         | Спортска дворана Жатика, Пореч · Судије: Белкири, Хамиди Алжир |
| 28. јануар 2025. 20:30 | крај: 21:21, пенали: 3:1 Извјештај |         |                  | Спортска дворана Жатика, Пореч · Судије: Белкири, Хамиди Алжир |

## Други круг
| Легенда                |
| ---------------------- |
| Пласман у четвртфинале |

### Група I
|    | Репрезентација | Бод. | Ут. | Поб. | Н. | Пор. | Пос. | При. | ГР  |
| -- | -------------- | ---- | --- | ---- | -- | ---- | ---- | ---- | --- |
| 1. | Данска         | 10   | 5   | 5    | 0  | 0    | 178  | 121  | +57 |
| 2. | Немачка        | 8    | 5   | 4    | 0  | 1    | 155  | 137  | +18 |
| 3. | Швајцарска     | 5    | 5   | 2    | 1  | 2    | 144  | 138  | +6  |
| 4. | Италија        | 4    | 5   | 2    | 0  | 3    | 129  | 149  | +20 |
| 5. | Чешка          | 3    | 5   | 1    | 1  | 3    | 111  | 125  | -14 |
| 6. | Тунис          | 0    | 5   | 0    | 0  | 5    | 117  | 164  | -47 |

| 21. јануар 2025. 15:30 | Швајцарска     | 37:26     | Тунис    | Јиск Банк Боксен, Хернинг · Судије: Микелич, Парадина Хрватска |
| 21. јануар 2025. 15:30 | Марос, Рубин 7 | (20:11)   | Јбели 11 | Јиск Банк Боксен, Хернинг · Судије: Микелич, Парадина Хрватска |
| 21. јануар 2025. 15:30 | 5× 1×          | Извјештај | 5×       | Јиск Банк Боксен, Хернинг · Судије: Микелич, Парадина Хрватска |

| 21. јануар 2025. 18:00 | Тунис   | 18:25     | Италија    | Јиск Банк Боксен, Хернинг · Судије: К. Гасми, Р. Гасми Француска |
| 21. јануар 2025. 18:00 | Солак 5 | (9:14)    | Парисини 5 | Јиск Банк Боксен, Хернинг · Судије: К. Гасми, Р. Гасми Француска |
| 21. јануар 2025. 18:00 | 2× 1×   | Извјештај | 4×         | Јиск Банк Боксен, Хернинг · Судије: К. Гасми, Р. Гасми Француска |

| 21. јануар 2025. 20:30 | Данска    | 40:30     | Немачка             | Јиск Банк Боксен, Хернинг · Судије: Начевски, Николов Северна Македонија |
| 21. јануар 2025. 20:30 | Гидсел 10 | (24:18)   | Кастенинг, Костер 6 | Јиск Банк Боксен, Хернинг · Судије: Начевски, Николов Северна Македонија |
| 21. јануар 2025. 20:30 | 2× 1×     | Извјештај | 4×                  | Јиск Банк Боксен, Хернинг · Судије: Начевски, Николов Северна Македонија |

| 23. јануар 2025. 15:30 | Тунис     | 26:32      | Чешка       | Јиск Банк Боксен, Хернинг · Судије: Ловин, Стаку Румунија |
| 23. јануар 2025. 15:30 | Абдалах 9 | (12:19)    | Морковскы 6 | Јиск Банк Боксен, Хернинг · Судије: Ловин, Стаку Румунија |
| 23. јануар 2025. 15:30 | 4× 1×     | Иезвјештај | 8× 1×       | Јиск Банк Боксен, Хернинг · Судије: Ловин, Стаку Румунија |

| 23. јануар 2025. 18:00 | Италија    | 27:34      | Немачка     | Јиск Банк Боксен, Хернинг · Судије: Биро, Кис Мађарска |
| 23. јануар 2025. 18:00 | Прантнер 8 | (13:15)    | Кастенинг 6 | Јиск Банк Боксен, Хернинг · Судије: Биро, Кис Мађарска |
| 23. јануар 2025. 18:00 | 3×         | Иезвјештај | 1×          | Јиск Банк Боксен, Хернинг · Судије: Биро, Кис Мађарска |

| 23. јануар 2025. 20:30 | Данска      | 39:28      | Швајцарска        | Јиск Банк Боксен, Хернинг · Судије: риљо, Ленци Аргентина |
| 23. јануар 2025. 20:30 | Андерссон 8 | (18:11)    | Аеллен, Леополд 5 | Јиск Банк Боксен, Хернинг · Судије: риљо, Ленци Аргентина |
| 23. јануар 2025. 20:30 | 1×          | Иезвјештај | 3× 1×             | Јиск Банк Боксен, Хернинг · Судије: риљо, Ленци Аргентина |

| 25. јануар 2025. 15:30 | Италија    | 25:33     | Швајцарска | Јиск Банк Боксен, Хернинг · Судије: К. Гасми, Р. Гасми Француска |
| 25. јануар 2025. 15:30 | Прантнер 7 | (9:14)    | Рубин 9    | Јиск Банк Боксен, Хернинг · Судије: К. Гасми, Р. Гасми Француска |
| 25. јануар 2025. 15:30 | 4× 1×      | Извјештај | 4× 1×      | Јиск Банк Боксен, Хернинг · Судије: К. Гасми, Р. Гасми Француска |

| 25. јануар 2025. 18:00 | Чешка   | 22:28     | Данска    | Јиск Банк Боксен, Хернинг · Судије: Секулић, Јовандић Србија |
| 25. јануар 2025. 18:00 | Блаха 5 | (10:12)   | Гидсел 10 | Јиск Банк Боксен, Хернинг · Судије: Секулић, Јовандић Србија |
| 25. јануар 2025. 18:00 | 4× 1×   | Извјештај | 1×        | Јиск Банк Боксен, Хернинг · Судије: Секулић, Јовандић Србија |

| 25. јануар 2025. 20:30 | Немачка  | 31:19     | Тунис    | Јиск Банк Боксен, Хернинг · Судије: Гриљо, Ленци Аргентина |
| 25. јануар 2025. 20:30 | Гргић 11 | (18:8)    | Зариат 4 | Јиск Банк Боксен, Хернинг · Судије: Гриљо, Ленци Аргентина |
| 25. јануар 2025. 20:30 | 1×       | Извјештај | 3×       | Јиск Банк Боксен, Хернинг · Судије: Гриљо, Ленци Аргентина |

### Група II
|    | Репрезентација     | Бод. | Ут. | Поб. | Н. | Пор. | Пос. | При. | ГР  |
| -- | ------------------ | ---- | --- | ---- | -- | ---- | ---- | ---- | --- |
| 1. | Француска          | 10   | 5   | 5    | 0  | 0    | 176  | 129  | +47 |
| 2. | Мађарска           | 7    | 5   | 3    | 1  | 1    | 151  | 145  | +6  |
| 3. | Холандија          | 5    | 5   | 2    | 1  | 2    | 172  | 177  | -5  |
| 4. | Северна Македонија | 4    | 5   | 1    | 2  | 2    | 152  | 159  | -7  |
| 5. | Аустрија           | 4    | 5   | 1    | 2  | 2    | 147  | 156  | -9  |
| 6. | Катар              | 0    | 5   | 0    | 0  | 5    | 139  | 171  | -32 |

| 21. јануар 2025. 15:30 | Аустрија  | 29:29     | Северна Македонија | Арена Вараждин, Вараждин · Судије: Новотњи, Хорачек Чешка |
| 21. јануар 2025. 15:30 | Хутечек 6 | (14:13)   | Митев 6            | Арена Вараждин, Вараждин · Судије: Новотњи, Хорачек Чешка |
| 21. јануар 2025. 15:30 | 3×        | Извјештај | 1×                 | Арена Вараждин, Вараждин · Судије: Новотњи, Хорачек Чешка |

| 21. јануар 2025. 18:00 | Катар    | 37:38     | Холандија | Арена Вараждин, Вараждин · Судије: Куртагић, Ветервик Шведска |
| 21. јануар 2025. 18:00 | Царол 11 | (19:17)   | Баијенс 9 | Арена Вараждин, Вараждин · Судије: Куртагић, Ветервик Шведска |
| 21. јануар 2025. 18:00 | 5× 2×    | Извјештај | 2× 1×     | Арена Вараждин, Вараждин · Судије: Куртагић, Ветервик Шведска |

| 21. јануар 2025. 20:30 | Мађарска | 30:37     | Француска | Арена Вараждин, Вараждин · Судије: Шулц, Тонис Њемачка |
| 21. јануар 2025. 20:30 | Лекаи 5  | (15:23)   | Мем 6     | Арена Вараждин, Вараждин · Судије: Шулц, Тонис Њемачка |
| 21. јануар 2025. 20:30 | 5× 1×    | Извјештај | 1×        | Арена Вараждин, Вараждин · Судије: Шулц, Тонис Њемачка |

| 23. јануар 2025. 15:30 | Северна Македонија       | 39:34     | Катар    | Арена Вараждин, Вараждин · Судије: Марин, Гарсија Шпанија |
| 23. јануар 2025. 15:30 | Кузмановски, Пеншевски 6 | (21:17)   | Царол 12 | Арена Вараждин, Вараждин · Судије: Марин, Гарсија Шпанија |
| 23. јануар 2025. 15:30 | 5×                       | Извјештај | 6×       | Арена Вараждин, Вараждин · Судије: Марин, Гарсија Шпанија |

| 23. јануар 2025. 18:00 | Холандија | 28:35      | Француска        | Арена Вараждин, Вараждин · Судије: Алварез, Бустаманте Шпанија |
| 23. јануар 2025. 18:00 | Баијенс 6 | (13:19)    | Мем, Ричардсон 7 | Арена Вараждин, Вараждин · Судије: Алварез, Бустаманте Шпанија |
| 23. јануар 2025. 18:00 | 3×        | Иезвјештај | 2× 1×            | Арена Вараждин, Вараждин · Судије: Алварез, Бустаманте Шпанија |

| 23. јануар 2025. 20:30 | Мађарска           | 29:26      | Аустрија | Арена Вараждин, Вараждин · Судије: Куртагић, Ветервик Шведска |
| 23. јануар 2025. 20:30 | Родригез Алварез 8 | (12:13)    | Фримел 6 | Арена Вараждин, Вараждин · Судије: Куртагић, Ветервик Шведска |
| 23. јануар 2025. 20:30 | 3×                 | Иезвјештај | 3× 1×    | Арена Вараждин, Вараждин · Судије: Куртагић, Ветервик Шведска |

| 25. јануар 2025. 15:30 | Холандија | 37:37     | Аустрија         | Арена Вараждин, Вараждин · Судије: Мадсен, Хансен Данска |
| 25. јануар 2025. 15:30 | Стејнс 7  | (19:17)   | Фримел, Вагнер 7 | Арена Вараждин, Вараждин · Судије: Мадсен, Хансен Данска |
| 25. јануар 2025. 15:30 | 1×        | Извјештај | 2×               | Арена Вараждин, Вараждин · Судије: Мадсен, Хансен Данска |

| 25. јануар 2025. 18:00 | Катар      | 23:19     | Мађарска | Арена Вараждин, Вараждин · Судије: Новотњи, Хорачек Чешка |
| 25. јануар 2025. 18:00 | Марковић 6 | (12:12)   | Бенце 9  | Арена Вараждин, Вараждин · Судије: Новотњи, Хорачек Чешка |
| 25. јануар 2025. 18:00 | 7×         | Извјештај | 3×       | Арена Вараждин, Вараждин · Судије: Новотњи, Хорачек Чешка |

| 25. јануар 2025. 20:30 | Француска | 32:25     | Северна Македонија | Арена Вараждин, Вараждин · Судије: Клевен, Јорум Норвешка |
| 25. јануар 2025. 20:30 | Мем 8     | (18:14)   | Кузмановски 8      | Арена Вараждин, Вараждин · Судије: Клевен, Јорум Норвешка |
| 25. јануар 2025. 20:30 | 1×        | Извјештај | 4×                 | Арена Вараждин, Вараждин · Судије: Клевен, Јорум Норвешка |

### Група III
|    | Репрезентација | Бод. | Ут. | Поб. | Н. | Пор. | Пос. | При. | ГР  |
| -- | -------------- | ---- | --- | ---- | -- | ---- | ---- | ---- | --- |
| 1. | Португалија    | 9    | 5   | 4    | 1  | 0    | 179  | 148  | +31 |
| 2. | Бразил         | 8    | 5   | 4    | 0  | 1    | 136  | 129  | +7  |
| 3. | Норвешка       | 6    | 5   | 3    | 0  | 2    | 147  | 130  | +17 |
| 4. | Шведска        | 4    | 5   | 1    | 2  | 2    | 156  | 152  | +4  |
| 5. | Шпанија        | 3    | 5   | 1    | 1  | 3    | 138  | 137  | +1  |
| 6. | Чиле           | 0    | 5   | 0    | 0  | 5    | 126  | 186  | -60 |

| 22. јануар 2025. 15:30 | Бразил    | 28:24     | Чиле      | Теленор Арена, Осло · Судије: И. Павићевић, М. Ражнатовић Црна Гора |
| 22. јануар 2025. 15:30 | Лангаро 8 | (13:10)   | Салинас 7 | Теленор Арена, Осло · Судије: И. Павићевић, М. Ражнатовић Црна Гора |
| 22. јануар 2025. 15:30 | 2×        | Извјештај | 2×        | Теленор Арена, Осло · Судије: И. Павићевић, М. Ражнатовић Црна Гора |

| 22. јануар 2025. 18:00 | Шведска     | 37:37     | Португалија | Теленор Арена, Осло · Судије: Лах, Сок Словенија |
| 22. јануар 2025. 18:00 | Лагергрен 7 | (18:18)   | фраде 7     | Теленор Арена, Осло · Судије: Лах, Сок Словенија |
| 22. јануар 2025. 18:00 | 2× 1×       | Извјештај | 3× 1×       | Теленор Арена, Осло · Судије: Лах, Сок Словенија |

| 22. јануар 2025. 20:30 | Норвешка   | 25:24     | Шпанија      | Теленор Арена, Осло · Судије: А. Коњичанин, Д. Коњичанин Босна и Херцеговина |
| 22. јануар 2025. 20:30 | Грøндахл 7 | (13:13)   | Гарциандиа 6 | Теленор Арена, Осло · Судије: А. Коњичанин, Д. Коњичанин Босна и Херцеговина |
| 22. јануар 2025. 20:30 | 2×         | Извјештај | 2×           | Теленор Арена, Осло · Судије: А. Коњичанин, Д. Коњичанин Босна и Херцеговина |

| 24. јануар 2025. 15:30 | Шпанија     | 29:35      | Португалија | Теленор Арена, Осло · Судије: Начевски, Николов Северна Македонија |
| 24. јануар 2025. 15:30 | Фернандез 6 | (16:15)    | Цоста 8     | Теленор Арена, Осло · Судије: Начевски, Николов Северна Македонија |
| 24. јануар 2025. 15:30 | 6× 1×       | Иезвјештај | 4× 1×       | Теленор Арена, Осло · Судије: Начевски, Николов Северна Македонија |

| 24. јануар 2025. 18:00 | Шведска       | 24:27      | Бразил           | Теленор Арена, Осло · Судије: Коњичанин, Коњичанин Босна и Херцеговина |
| 24. јануар 2025. 18:00 | Царлсбогард 6 | (9:14)     | Лангаро, Монте 4 | Теленор Арена, Осло · Судије: Коњичанин, Коњичанин Босна и Херцеговина |
| 24. јануар 2025. 18:00 | 1×            | Иезвјештај | 3× 1×            | Теленор Арена, Осло · Судије: Коњичанин, Коњичанин Босна и Херцеговина |

| 24. јануар 2025. 20:30 | Чиле         | 22:39      | Норвешка | Теленор Арена, Осло · Судије: И. Ковалчук, А. Ковалчук Молдавија |
| 24. јануар 2025. 20:30 | Феуцхтманн 6 | (11:17)    | Лиен 10  | Теленор Арена, Осло · Судије: И. Ковалчук, А. Ковалчук Молдавија |
| 24. јануар 2025. 20:30 | 4× 1×        | Иезвјештај | 3×       | Теленор Арена, Осло · Судије: И. Ковалчук, А. Ковалчук Молдавија |

| 26. јануар 2025. 15:30 | Португалија | 46:28      | Чиле         | Теленор Арена, Осло · Судије: Коњичанин, Коњичанин Босна и Херцеговина |
| 26. јануар 2025. 15:30 | Цоста 9     | (22:17)    | Феуцхтманн 8 | Теленор Арена, Осло · Судије: Коњичанин, Коњичанин Босна и Херцеговина |
| 26. јануар 2025. 15:30 | 4×          | Иезвјештај | 3×           | Теленор Арена, Осло · Судије: Коњичанин, Коњичанин Босна и Херцеговина |

| 26. јануар 2025. 18:00 | Шпанија          | 25:26      | Бразил      | Теленор Арена, Осло · Судије: Лах, Сок Словенија |
| 26. јануар 2025. 18:00 | Цикуса, Ромеро 4 | (13:14)    | Хацкбартх 6 | Теленор Арена, Осло · Судије: Лах, Сок Словенија |
| 26. јануар 2025. 18:00 | 2× 1×            | Иезвјештај | 3×          | Теленор Арена, Осло · Судије: Лах, Сок Словенија |

| 26. јануар 2025. 20:30 | Норвешка | 29:24      | Шведска     | Теленор Арена, Осло · Судије: И. Павићевић, М. Ражнатовић Црна Гора |
| 26. јануар 2025. 20:30 | Аар 9    | (16:11)    | Јоханссон 7 | Теленор Арена, Осло · Судије: И. Павићевић, М. Ражнатовић Црна Гора |
| 26. јануар 2025. 20:30 | 5× 1×    | Иезвјештај | 2×          | Теленор Арена, Осло · Судије: И. Павићевић, М. Ражнатовић Црна Гора |

### Група IV
|    | Репрезентација     | Бод. | Ут. | Поб. | Н. | Пор. | Пос. | При. | ГР  |
| -- | ------------------ | ---- | --- | ---- | -- | ---- | ---- | ---- | --- |
| 1. | Хрватска           | 8    | 5   | 4    | 0  | 1    | 162  | 122  | +40 |
| 2. | Египат             | 8    | 5   | 4    | 0  | 1    | 148  | 125  | +23 |
| 3. | Исланд             | 8    | 5   | 4    | 0  | 1    | 140  | 116  | +24 |
| 4. | Словенија          | 4    | 5   | 2    | 0  | 3    | 139  | 125  | +14 |
| 5. | Аргентина          | 2    | 5   | 1    | 0  | 4    | 117  | 162  | -45 |
| 6. | Зеленортска Острва | 0    | 5   | 0    | 0  | 5    | 119  | 175  | -56 |

| 22. јануар 2025. 15:30 | Словенија | 34:23     | Аргентина        | Arena Zagreb, Загреб · Судије: Белкири, Хамиди Алжир |
| 22. јануар 2025. 15:30 | Кљун 5    | (15:8)    | Гулл, Мартинез 4 | Arena Zagreb, Загреб · Судије: Белкири, Хамиди Алжир |
| 22. јануар 2025. 15:30 | 3×        | Извјештај | 2× 1×            | Arena Zagreb, Загреб · Судије: Белкири, Хамиди Алжир |

| 22. јануар 2025. 18:00 | Зеленортска Острва | 24:44     | Хрватска   | Arena Zagreb, Загреб · Судије: Мадсен, Хансен Данска |
| 22. јануар 2025. 18:00 | Пина 9             | (11:24)   | Шоштарић 9 | Arena Zagreb, Загреб · Судије: Мадсен, Хансен Данска |
| 22. јануар 2025. 18:00 | 1×                 | Извјештај | 3× 1×      | Arena Zagreb, Загреб · Судије: Мадсен, Хансен Данска |

| 22. јануар 2025. 20:30 | Египат | 24:27     | Исланд         | Arena Zagreb, Загреб · Судије: Шулц, Тонис Њемачка |
| 22. јануар 2025. 20:30 | Зеин 8 | (9:13)    | Кристјанссон 9 | Arena Zagreb, Загреб · Судије: Шулц, Тонис Њемачка |
| 22. јануар 2025. 20:30 | 2×     | Извјештај | 4× 2×          | Arena Zagreb, Загреб · Судије: Шулц, Тонис Њемачка |

| 24. јануар 2025. 15:30 | Аргентина    | 30:26      | Зеленортска Острва | Arena Zagreb, Загреб · Судије: Куртагић, Ветервик Шведска |
| 24. јануар 2025. 15:30 | три играча 5 | (14:14)    | Пина 10            | Arena Zagreb, Загреб · Судије: Куртагић, Ветервик Шведска |
| 24. јануар 2025. 15:30 | 4× 1×        | Иезвјештај | 2×                 | Arena Zagreb, Загреб · Судије: Куртагић, Ветервик Шведска |

| 24. јануар 2025. 18:00 | Египат     | 26:25      | Словенија | Arena Zagreb, Загреб · Судије: Клевен, Јорум Норвешка |
| 24. јануар 2025. 18:00 | Ел-Дераа 6 | (14:14)    | Јанц 8    | Arena Zagreb, Загреб · Судије: Клевен, Јорум Норвешка |
| 24. јануар 2025. 18:00 | 4×         | Иезвјештај | 3× 1×     | Arena Zagreb, Загреб · Судије: Клевен, Јорум Норвешка |

| 24. јануар 2025. 20:30 | Хрватска     | 32:26      | Исланд         | Arena Zagreb, Загреб · Судије: Марин, Гарсија Шпанија |
| 24. јануар 2025. 20:30 | Мартиновић 8 | (20:12)    | Кристјанссон 5 | Arena Zagreb, Загреб · Судије: Марин, Гарсија Шпанија |
| 24. јануар 2025. 20:30 | 1×           | Иезвјештај | 3× 1×          | Arena Zagreb, Загреб · Судије: Марин, Гарсија Шпанија |

| 26. јануар 2025. 15:30 | Исланд        | 30:21      | Аргентина  | Arena Zagreb, Загреб · Судије: Белкири, Хамиди Алжир |
| 26. јануар 2025. 15:30 | Рикхардссон 7 | (15:10)    | Мартинез 6 | Arena Zagreb, Загреб · Судије: Белкири, Хамиди Алжир |
| 26. јануар 2025. 15:30 | 4×            | Иезвјештај | 2× 1×      | Arena Zagreb, Загреб · Судије: Белкири, Хамиди Алжир |

| 26. јануар 2025. 18:00 | Зеленортска Острва | 24:31      | Египат  | Arena Zagreb, Загреб · Судије: Алварез, Бустаманте Шпанија |
| 26. јануар 2025. 18:00 | Пина 6             | (13:14)    | Омар 11 | Arena Zagreb, Загреб · Судије: Алварез, Бустаманте Шпанија |
| 26. јануар 2025. 18:00 | 4×                 | Иезвјештај | 2×      | Arena Zagreb, Загреб · Судије: Алварез, Бустаманте Шпанија |

| 26. јануар 2025. 20:30 | Хрватска     | 29:26      | Словенија | Arena Zagreb, Загреб · Судије: Новотњи, Хорачек Чешка |
| 26. јануар 2025. 20:30 | три играча 5 | (15:15)    | Влах 5    | Arena Zagreb, Загреб · Судије: Новотњи, Хорачек Чешка |
| 26. јануар 2025. 20:30 | 2×           | Иезвјештај | 4×        | Arena Zagreb, Загреб · Судије: Новотњи, Хорачек Чешка |

## Финални круг
|  | Четвртфинале     | Четвртфинале     |                  |    | Полуфинале  | Полуфинале  |  |  | Финале | Финале |
|  |                  |                  |                  |    |             |             |  |  |        |        |
|  | 28. јануар 2025. |                  |                  |    |             |             |  |  |        |        |
|  |                  |                  |                  |    |             |             |  |  |        |        |
|  | Француска        | 34               |                  |    |             |             |  |  |        |        |
|  | Француска        | 34               | 30. јануар 2025. |    |             |             |  |  |        |        |
|  | Египат           | 33               |                  |    |             |             |  |  |        |        |
|  | Египат           | 33               | Француска        | 28 |             |             |  |  |        |        |
|  | 28. јануар 2025. |                  | Француска        | 28 |             |             |  |  |        |        |
|  |                  | Хрватска         | 31               |    |             |             |  |  |        |        |
|  | Хрватска         | Хрватска         | 31               | 31 |             |             |  |  |        |        |
|  | Хрватска         |                  | 2. фебруар 2025. | 31 |             |             |  |  |        |        |
|  | Мађарска         | 20               |                  |    |             |             |  |  |        |        |
|  | Мађарска         | 20               | Хрватска         | 26 |             |             |  |  |        |        |
|  | 29. јануар 2025. |                  | Хрватска         | 26 |             |             |  |  |        |        |
|  |                  | Данска           | 32               |    |             |             |  |  |        |        |
|  | Данска           | Данска           | 32               | 33 |             |             |  |  |        |        |
|  | Данска           | 31. јануар 2025. |                  | 33 |             |             |  |  |        |        |
|  | Бразил           | 21               |                  |    |             |             |  |  |        |        |
|  | Бразил           | 21               | Данска           | 40 |             |             |  |  |        |        |
|  | 29. јануар 2025. |                  | Данска           | 40 |             |             |  |  |        |        |
|  |                  | Португалија      | 27               |    | Треће место | Треће место |  |  |        |        |
|  | Португалија      | Португалија      | 27               | 31 | Треће место | Треће место |  |  |        |        |
|  | Португалија      |                  | 2. фебруар 2025. | 31 |             |             |  |  |        |        |
|  | Немачка          | 30               |                  |    |             |             |  |  |        |        |
|  | Немачка          | 30               | Француска        | 35 |             |             |  |  |        |        |
|  |                  |                  |                  |    |             |             |  |  |        |        |
|  | Португалија      | 34               |                  |    |             |             |  |  |        |        |
|  | Португалија      | 34               |                  |    |             |             |  |  |        |        |

### Четвртфинале
| 28. јануар 2025. 17:30 | Хрватска | 31:30     | Мађарска | Arena Zagreb, Загреб · Судије: Марин, Гарсија Шпанија |
| 28. јануар 2025. 17:30 | Главаш 6 | (16:16)   | Илић 8   | Arena Zagreb, Загреб · Судије: Марин, Гарсија Шпанија |
| 28. јануар 2025. 17:30 | 5× 2×    | Извјештај | 2×       | Arena Zagreb, Загреб · Судије: Марин, Гарсија Шпанија |

| 28. јануар 2025. 20:30 | Француска     | 34:33     | Египат  | Arena Zagreb, Загреб · Судије: Начевски, Николов Северна Македонија |
| 28. јануар 2025. 20:30 | Ремили, Мем 6 | (18:14)   | Хешам 8 | Arena Zagreb, Загреб · Судије: Начевски, Николов Северна Македонија |
| 28. јануар 2025. 20:30 | 3× 1×         | Извјештај | 2×      | Arena Zagreb, Загреб · Судије: Начевски, Николов Северна Македонија |

| 29. јануар 2025. 17:30 | Данска       | 33:21     | Бразил     | Теленор Арена, Осло · Судије: Биро, Кис Мађарска |
| 29. јануар 2025. 17:30 | три играча 6 | (15:12)   | Царвалхо 7 | Теленор Арена, Осло · Судије: Биро, Кис Мађарска |
| 29. јануар 2025. 17:30 | 3×           | Извјештај | 5× 1×      | Теленор Арена, Осло · Судије: Биро, Кис Мађарска |

| 29. јануар 2025. 20:30 | Португалија | 31:30                                 | Немачка | Теленор Арена, Осло · Судије: Клевен, Јорум Норвешка |
| 29. јануар 2025. 20:30 | Цоста 8     | (13:9)                                | Зербе 9 | Теленор Арена, Осло · Судије: Клевен, Јорум Норвешка |
| 29. јануар 2025. 20:30 | 4× 1×       | крај: 26:26, продужеци: 5:4 Извјештај | 5× 1×   | Теленор Арена, Осло · Судије: Клевен, Јорум Норвешка |

### Полуфинале
| 30. јануар 2025. 21:00 | Француска | 28:31      | Хрватска        | Arena Zagreb, Загреб · Судије: Шулц, Тонис Њемачка |
| 30. јануар 2025. 21:00 | Мем 8     | (11:18)    | Јелинић, Срна 7 | Arena Zagreb, Загреб · Судије: Шулц, Тонис Њемачка |
| 30. јануар 2025. 21:00 | 4× 1×     | Иезвјештај | 4× 2×           | Arena Zagreb, Загреб · Судије: Шулц, Тонис Њемачка |

| 31. јануар 2025. 20:30 | Данска   | 40:27      | Португалија | Теленор Арена, Осло · Судије: Лах, Сок Словенија |
| 31. јануар 2025. 20:30 | Гидсел 9 | (20:16)    | Ареиа 5     | Теленор Арена, Осло · Судије: Лах, Сок Словенија |
| 31. јануар 2025. 20:30 | 4×       | Иезвјештај | 4×          | Теленор Арена, Осло · Судије: Лах, Сок Словенија |

### Утакмица за 3. мјесто
| 2. фебруар 2025. 15:00 | Француска        | 35:34      | Португалија | Теленор Арена, Осло · Судије: Начевски, Николов Северна Македонија |
| 2. фебруар 2025. 15:00 | Aymeric Minne 10 | (19:17)    | Цоста 8     | Теленор Арена, Осло · Судије: Начевски, Николов Северна Македонија |
| 2. фебруар 2025. 15:00 | 2× 1×            | Иезвјештај | 2×          | Теленор Арена, Осло · Судије: Начевски, Николов Северна Македонија |

### Финале
| 2. фебруар 2025. 18:00 | Хрватска     | 26:32      | Данска    | Теленор Арена, Осло · Судије: Марин, Гарсија Шпанија |
| 2. фебруар 2025. 18:00 | Мартиновић 6 | (12:16)    | Гидсел 10 | Теленор Арена, Осло · Судије: Марин, Гарсија Шпанија |
| 2. фебруар 2025. 18:00 | 7× 2×        | Иезвјештај | 4× 1×     | Теленор Арена, Осло · Судије: Марин, Гарсија Шпанија |

| 2° место Хрватска | Побједник Свјетског првенства у рукомету 2025. Данска 4° титула | 3° место Француска |

## Коначни пласман
Пласман од 1. до 8. и од 25. до 32. места су одлучена плеј-офом и нокаутом фазом такмичења. Тимови који су завршили на трећем месту у другом кругу били су рангирани од 9. до 12. места, тимови који су завршили на четвртом месту у другом кругу од 13. до 16. места, тимови који су завршили као пети у другом кругу од 17. до 20. места и тимови који су били на шестом месту од 21. до 24. места. У случају изједначеног броја бодова, у обзир се узимала гол разлика у другом кругу, затим број постигнутих голова. Ако су екипе и даље биле изједначене, узимао се у обзир број бодова освојених у прелиминарној фази, затим гол разлика, а затим број голова постигнутих у прелиминарној фази.
| Пласман | Репрезентација     | ОУ  | П  | Н  | ПО | ДГ   | ПГ   | ГР  | Нап.                                     |
| ------- | ------------------ | --- | -- | -- | -- | ---- | ---- | --- | ---------------------------------------- |
|         | Данска             | 5   | 5  | 0  | 0  | 178  | 121  | +57 | Квалификовани за Светско првенство 2027. |
|         | Хрватска           | 5   | 4  | 0  | 1  | 162  | 122  | +40 |                                          |
|         | Француска          | 3   | 3  | 0  | 0  | 115  | 65   | +50 |                                          |
| 4       | Португалија        | 3   | 3  | 0  | 0  | 95   | 75   | +16 |                                          |
| 5       | Египат             | 5   | 4  | 0  | 1  | 148  | 125  | +23 |                                          |
| 6       | Немачка            | 5   | 4  | 0  | 1  | 155  | 137  | 18  |                                          |
| 7       | Бразил             | 5   | 4  | 0  | 1  | 136  | 129  | +7  |                                          |
| 8       | Мађарска           | 5   | 3  | 1  | 1  | 151  | 145  | +6  |                                          |
| 9       | Исланд             | 5   | 4  | 0  | 1  | 140  | 116  | +24 |                                          |
| 10      | Норвешка           | 5   | 3  | 0  | 2  | 147  | 130  | +17 |                                          |
| 11      | Швајцарска         | 5   | 0  | 0  | 5  | 117  | 164  | -47 |                                          |
| 12      | Холандија          | 5   | 2  | 1  | 2  | 172  | 177  | -5  |                                          |
| 13      | Словенија          | 5   | 2  | 0  | 3  | 139  | 125  | -5  |                                          |
| 14      | Шведска            | 5   | 1  | 2  | 2  | 156  | 152  | +4  |                                          |
| 15      | Северна Македонија | 5   | 1  | 2  | 2  | 152  | 159  | -7  |                                          |
| 16      | Италија            | 5   | 2  | 0  | 3  | 129  | 149  | +20 |                                          |
| 17      | Аустрија           | 5   | 1  | 2  | 2  | 147  | 156  | -9  |                                          |
| 18      | Шпанија            | 5   | 1  | 1  | 3  | 138  | 137  | +1  |                                          |
| 19      | Чешка              | 5   | 1  | 1  | 3  | 111  | 125  | -14 |                                          |
| 20      | Аргентина          | 5   | 1  | 0  | 4  | 117  | 162  | -45 |                                          |
| 21      | Катар              | 5   | 0  | 0  | 5  | 139  | 171  | -32 |                                          |
| 22      | Тунис              | 5   | 0  | 0  | 5  | 117  | 164  | -47 |                                          |
| 23      | Зеленортска Острва | 5   | 0  | 0  | 5  | 119  | 175  | -56 |                                          |
| 24      | Чиле               | 5   | 0  | 0  | 5  | 126  | 186  | -60 |                                          |
| 25      | Пољска             | 3   | 3  | 0  | 0  | 120  | 92   | +28 |                                          |
| 26      | Сједињене Државе   | 3   | 2  | 0  | 1  | 84   | 79   | +5  |                                          |
| 27      | Кувајт             | 3   | 2  | 0  | 1  | 96   | 97   | +28 |                                          |
| 28      | Јапан              | 3   | 2  | 0  | 1  | 88   | 77   | +11 |                                          |
| 29      | Бахреин            | 3   | 1  | 0  | 2  | 94   | 87   | +7  |                                          |
| 30      | Алжир              | 3   | 1  | 0  | 2  | 95   | 99   | -4  |                                          |
| 31      | Гвинеја            | 3   | 0  | 0  | 3  | 75   | 98   | -23 |                                          |
| 32      | Куба               | 3   | 0  | 0  | 3  | 75   | 98   | -23 |                                          |
|         | Укупно             | 140 | 59 | 11 | 70 | 3938 | 4034 | 0   |                                          |

## Награде

### Најбољи тим
Најбољи тим Свјетског првенства 2025. је: 
- Голман:  Емил Ниелсен
- Лево крило:  Дилан Нахи
- Леви бек:  Симон Питлик
- Пивот:  Викторе Итурриза
- Средњи бек:  Мартин Цоста
- Десни бек:  Иван Мартиновић
- Десно крило:  Марио Шоштарић